# Lương Phúc Sơn
Lương Phúc Sơn (sinh năm 1966) là kiểm sát viên cao cấp người Việt Nam. Ông hiện giữ chức vụ Viện trưởng Viện kiểm sát nhân dân tỉnh Quảng Ninh.

## Tiểu sử
Lương Phúc Sơn sinh năm 1966.
Ông có bằng Thạc sĩ Luật.
Lương Phúc Sơn là Đảng viên Đảng Cộng sản Việt Nam.
Chiều ngày 30 tháng 8 năm 2018, Lương Phúc Sơn, Phó Viện trưởng Viện kiểm sát nhân dân tỉnh Quảng Ninh, được Phó Viện trưởng Viện kiểm sát nhân dân tối cao Việt Nam Bùi Mạnh Cường trao quyết định của Viện trưởng Viện kiểm sát nhân dân tối cao Việt Nam bổ nhiệm giữ chức vụ Viện trưởng Viện kiểm sát nhân dân tỉnh Quảng Ninh kể từ ngày 1 tháng 9 năm 2018 thay cho ông Vũ Đức Thành nghỉ hưu theo chế độ.
Từ ngày 1 tháng 12 năm 2018, ông được Viện trưởng Viện kiểm sát nhân dân tối cao Việt Nam Lê Minh Trí bổ nhiệm chức danh Kiểm sát viên cao cấp.